# Toppinoppitjärnen
Toppinoppitjärnen är en sjö i Ljusdals kommun i Hälsingland och ingår i Dalälvens huvudavrinningsområde.